# Игнатково (городской округ Шаховская)
Игнатково — деревня в городском округе Шаховская Московской области.

## Население
| 1859 | 1926 | 2002 | 2006 | 2010 |
| ---- | ---- | ---- | ---- | ---- |
| 214  | ↗294 | ↘9   | ↘0   | ↗6   |

## География
Деревня расположена в центральной части округа, примерно в 10 км к юго-востоку от райцентра Шаховская, на левом берегу реки Хлупня (она же Костинка, левый приток Рузы), высота центра над уровнем моря 220 м. Ближайшие населённые пункты — Павловское на противоположном берегу реки, Андреевское на севере и Ивановское на юге.
В деревне 6 улиц: 1-й и 2-й Лесной тупик, Андреевская, Полевая, Рябиновая и Центральная.
В деревню иногда заезжает автобус № 46, следующий до Шаховской.

## Исторические сведения
В 1769 году Игнаткова — деревня Хованского стана Волоколамского уезда Московской губернии, владение Коллегии экономии, ранее Симонова монастыря. В деревне 7 дворов, 65 душ.
В середине XIX века деревня Игнатково относилась к 1-му стану Волоколамского уезда и принадлежала Департаменту государственных имуществ. В деревне было 30 дворов, 100 душ мужского пола и 106 душ женского.
В «Списке населённых мест» 1862 года — казённая деревня 1-го стана Волоколамского уезда Московской губернии по правую сторону Московского тракта, шедшего от границы Зубцовского уезда на город Волоколамск, в 30 верстах от уездного города, при реке Костинке, с 29 дворами и 214 жителями (102 мужчины, 112 женщин).
По данным на 1890 год входила в состав Бухоловской волости Волоколамского уезда, число душ мужского пола составляло 99 человек.
В 1899 году из села Раменье сюда была перевезена церковь, перестроенная и освященная в честь Михаила Архангела. После этого Игнатково стало на некоторое время селом.
В 1913 году в селе Игнатково — 58 дворов и земское училище.
По материалам Всесоюзной переписи населения 1926 года — центр Игнатьевского сельсовета Бухоловской волости, проживало 294 человека (117 мужчин, 177 женщин), насчитывалось 71 хозяйство (70 крестьянских), имелись школа, лавка общества потребителей.
С 1929 года — населённый пункт в составе Шаховского района Московской области.
1994—1995 гг. — деревня Черленковского сельского округа Шаховского района.
1995—2006 гг. — деревня Бухоловского сельского округа Шаховского района.
2006—2015 гг. — деревня сельского поселения Степаньковское Шаховского района.
2015 г. — н. в. — деревня городского округа Шаховская Московской области.